# محمد مخدوم النيشابوري

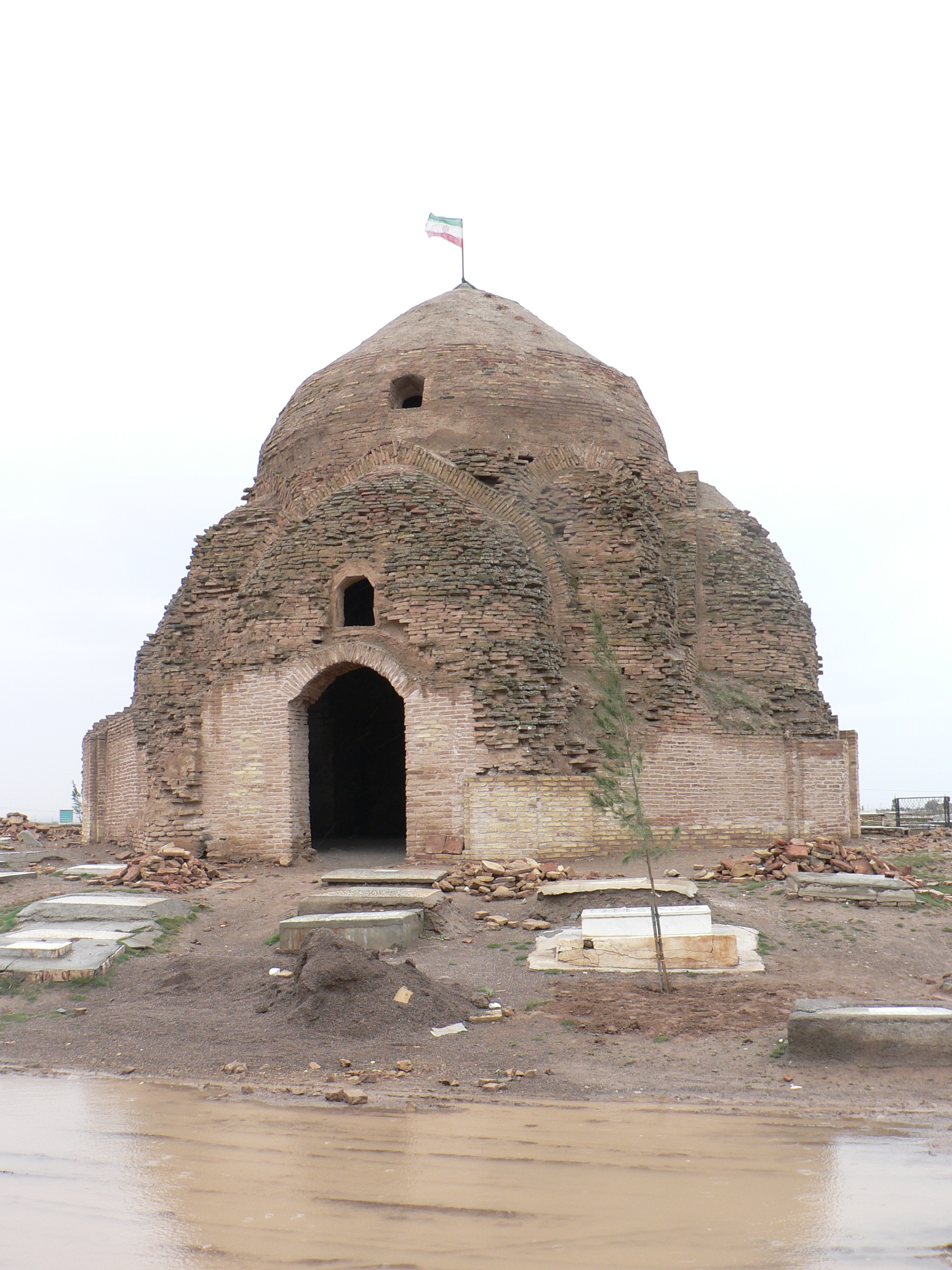
مقبرة «شهمير» وبها دفن النيشابوري ، تقع عن بعد بضع كيلومترات جنوب نيسابور.

محمد مخدوم النيشابوري (ت. 830 هـ) هو متصوف وشاعر فارسي.
هو السيد محمد مخدوم، وقيل مختوم المدني، النيشابوري. أصله من المدينة ، ولد في نيسابور وسكنها، وأخذ التصوف عن شاه قاسم الأنوار. له آراء شاذة اتهموه بسببها بالكفر، فأصدر الملك شاه رخ بن تيمورلنك أمراً باعتقاله وسجنه، ولم يزل مسجوناً حتى سنة 830 هـ حين أفرجوا عنه، ثم ألقوا عليه دهناً مغلياً فمات بسسبب ذلك سنة 830 هـ.

## آثاره
من آثاره: رسالة «محبت نامه» و ديوان شعر.